# Smerinthus ophthalmica
Smerinthus ophthalmica là một loài bướm đêm thuộc họ Sphingidae. Nó được miêu tả bởi Boisduval năm 1855. Nó được tìm thấy ở California to Alberta.

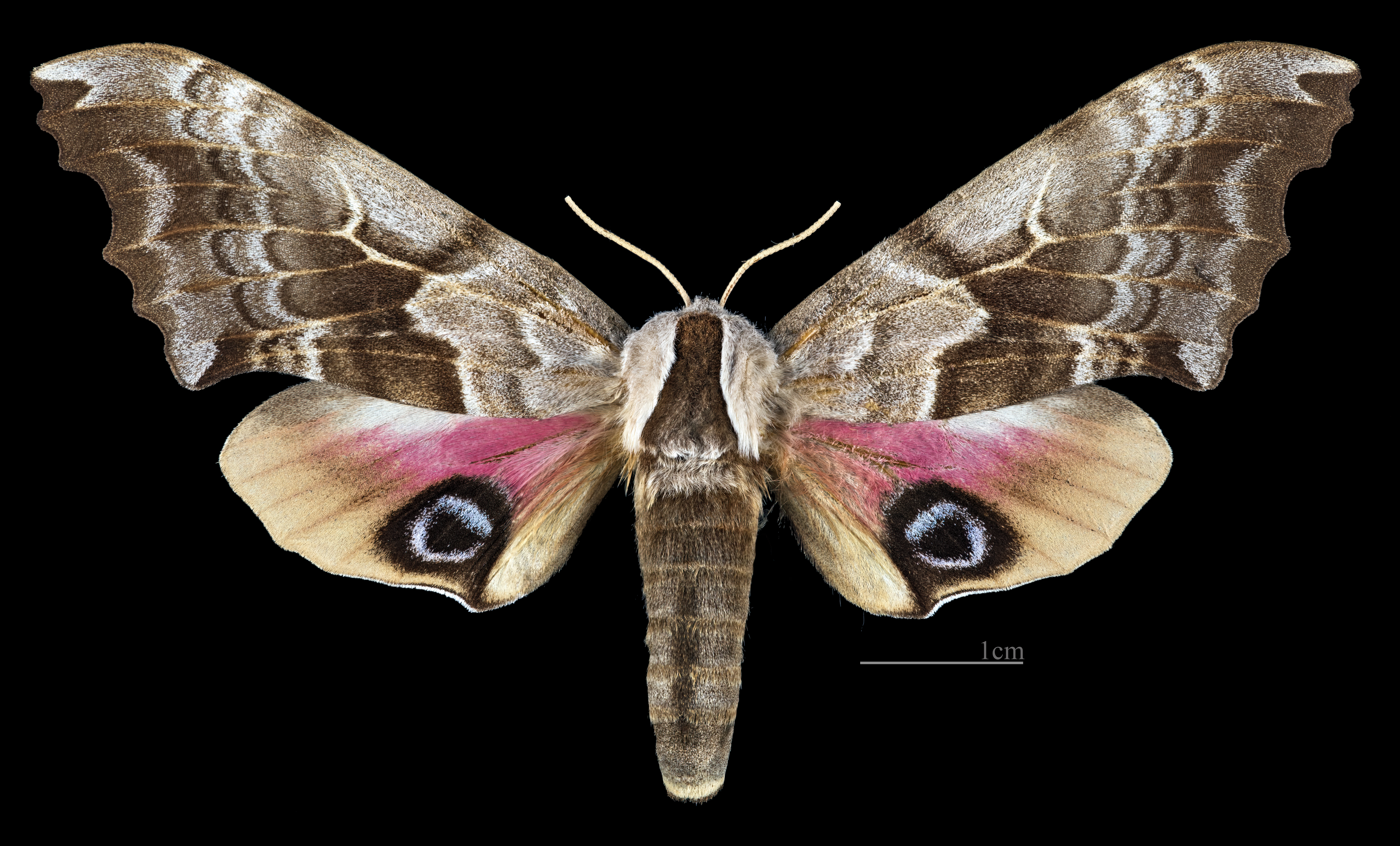
Smerinthus ophthalmica ♀
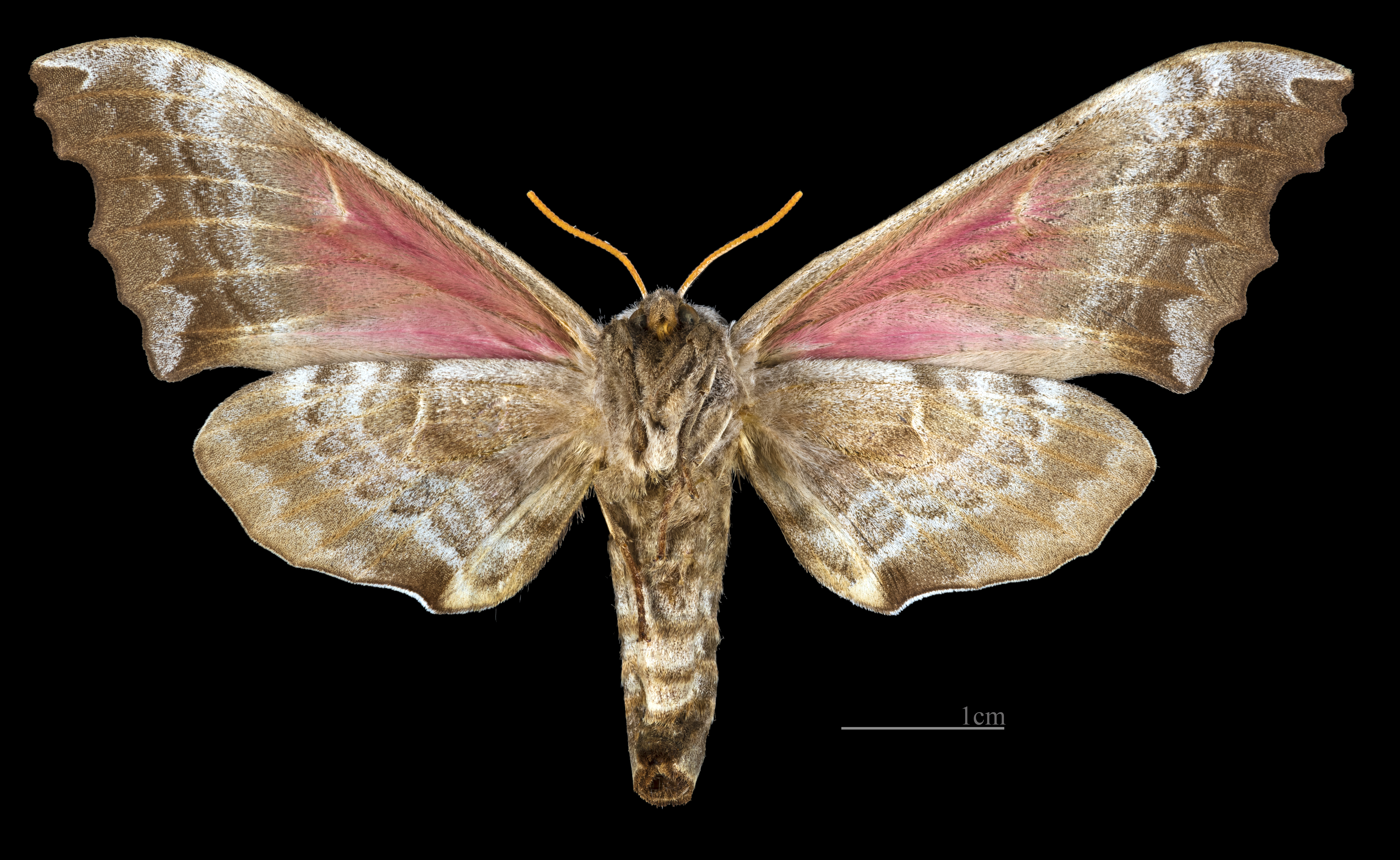
Smerinthus ophthalmica♀ △